# Rengerskerke en Zuidland
Rengerskerke en Zuidland was een gemeente in de Nederlandse provincie Zeeland. Rengerskerke en Zuidland bestond tot 1 januari 1813, daarna is de gemeente opgegaan in de gemeente Kerkwerve.

## Geschiedenis
Rengerskerke was een heerlijkheid en sinds de 14e eeuw een zelfstandige parochie, rondom vermoedelijk een motte. De gemeente bestond uit de twee domeinen Rengerskerke en Zuidland. Rengerskerke was een dorp 3 kilometer ten noordwesten van Zierikzee. Het dorp verdween bijna geheel na de vloed in 1662. Zuidland was een polder, en bestond uit de dorpen: Simonskerke, Zuidkerke, Brieskerke en Sint Jacobskerke. Daarnaast lag ook de buurtschap 's Heer-Arentshaven in de polder. Alle plaatsen verdwenen bij stormvloeden in de 16e eeuw. In de 19e eeuw lag het bevolkingsaantal van de voormalige gemeente rond de 120.